# Final Destination
Final Destination is een Amerikaanse horrorfilm uit 2000, geregisseerd door James Wong en gedistribueerd door New Line Cinema. Het begin van de film is gebaseerd op het vliegtuigongeluk van TWA-vlucht 800 en op een scenario dat Jeffrey Reddick voor de televisieserie The X-Files schreef, maar dat werd niet geproduceerd.
Een eerste vervolg op de film kwam in 2003 uit onder de naam Final Destination 2. Er verscheen een derde deel in 2006, Final Destination 3. Het vierde deel van deze reeks heet The Final Destination (2009) en het vijfde deel, Final Destination 5, verscheen in augustus 2011 in de bioscopen.

## Verhaal
De film is in wezen een tiener-slasher waarin tieners op een gruwelijke manier sterven door middel van bizarre ongelukken in plaats van door een materiële moordenaar.
Het verhaal begint wanneer een groep Amerikaanse studenten op vlucht 180 richting Parijs zitten. Hoofdrolspeler Alex heeft in de aanloop van de vliegtuigvlucht een visioen waarbij het vliegtuig na opstijgen explodeert. Wanneer hij wakker wordt en merkt dat hij nog levend in het vliegtuig zit, besluit hij in een waanmoment het vliegtuig zo snel mogelijk te verlaten. Dit zorgt voor veel commotie en een paar andere studenten en leraren volgen hem. Nadat één leraar terug op het vliegtuig mag, zijn er in totaal zeven personen uit het vliegtuig gestapt.
Als het vliegtuig na een kleine vertraging door dit geheel opstijgt, explodeert het ook daadwerkelijk, waarbij alle 257 inzittenden omkomen.
De FBI verhoort Alex en de rest van de mensen die uit het vliegtuig gestapt zijn. Al gauw komt Alex erachter dat degene die uit het vliegtuig waren gestapt volgens een plan moeten sterven. Hierbij speelt de volgorde van de zitplaatsen in het vliegtuig een rol. Al gauw sterven er mensen die uit het vliegtuig stapten, en gaandeweg komt Alex erachter dat dit plan ook echt een einde zal maken aan de levens van alle overlevenden. Hij wordt hierbij gesteund door zijn nieuwe vriendin Clear, die door een voorgevoel dat zij had, samen met Alex van het vliegtuig stapte.

### Het eerste slachtoffer: Todd Wagner
De eerste van de zeven overlevenden die sterft is Todd Wagner, de beste vriend van Alex. Hij gaat de badkamer binnen en rommelt wat met de spulletjes die op de wastafel liggen als er water uit een van de buizen van het toilet begint te lekken en in zijn richting stroomt. Todd steekt de stekker van de radio in en hoort Rocky Mountain High van John Denver en trekt snel de stekker er weer uit. Het water mist hem net. Hij loopt naar het bad en trek het gordijn ervoor weg. Er hangt een waslijn met kleren die hangen te drogen. Todd haalt de kleren eraf terwijl het water verder naar hem toe stroomt. Net als hij het laatste kledingstuk wil pakken glijdt hij uit op het water. Hij valt op de waslijn en een van de hangers die aan de muur zit om het touw omhoog te houden, schiet los en zwaait rond Todd's nek. Doordat er zeep in het bad belandt, glijdt hij telkens uit als hij op wil staan. Uiteindelijk sterft hij, doordat het touw hem wurgt. Als Todd dood in de badkuip wordt aangetroffen, denkt bijna iedereen dat hij zelfmoord heeft gepleegd vanwege schuldgevoelens om zijn broer, die in het vliegtuig was blijven zitten. Alex gelooft dit niet, omdat Todd wilde afspreken om weer eens te gaan stappen met Alex.

### Het tweede slachtoffer: Terry Chaney
De tweede op het lijstje van de Dood is Terry. Zij is de vriendin van Carter. Alex en Clear zitten op een terrasje koffie te drinken, als Carter samen met Terry voorbij rijdt. Hij stopt even, maar rijdt dan toch door. Op het einde van de straat maakt hij een bocht en rijdt hierbij bijna Billy omver. Carter stopt bij Alex en Clear en hij en Terry stappen uit. Miss Lewton komt uit het winkeltje, dicht bij het terrasje, en Carter begint met haar te praten. Billy komt aangelopen en scheldt Carter uit. Terry wordt om dit alles heel kwaad en maakt het uit met Carter. Ze stapt de weg op en zegt tegen hem: "If you'll keep beating the shit out of Alex every time you see him, then you can just drop fucking dead" ("Als je elke keer dat je Alex ziet hem in elkaar wil slaan, kun je gewoon doodvallen"). Dan rijdt een bus met hoge snelheid Terry aan, waardoor haar bloed terechtkomt op haar vrienden die ooggetuige zijn van het ongeluk.

### Het derde slachtoffer: Miss Valerie Lewton
Miss Lewton is aan het inpakken voor haar verhuizing. Ze rommelt in haar kast en vindt een plaat van John Denver met Rocky Mountain High. Ze zet hem op en ze gaat water koken in haar keuken. Een windvlaag blaast het gasvuur uit en ze steekt het weer aan met een lucifer. Nadat het water is gekookt doet ze het in een mok met het logo van de school waar ze les gaf. Ze schrikt als ze het logo ziet, en ze gooit het water weg. Uit de diepvries haalt ze een fles whisky en ijsblokjes. Ze doet de whisky in de nog warme mok die breekt door de kou. Ze loopt naar de woonkamer terwijl ze een spoor van whiskey op de grond achterlaat. Ze buigt over de monitor van haar computer om er iets achter vandaan te pakken en er druppelt whisky in. De monitor ontploft en ze krijgt een scherf in haar hals. Ze vlucht naar de keuken terwijl een vonkje het spoor van whisky doet ontvlammen en de vlammen achtervolgen haar tot in de keuken. Ze loopt rond de tafel en de fles whisky die nog openstond ontploft waardoor Miss Lewton op de grond valt. Ze probeert een handdoek, die over een messenblok hangt, vast te nemen, maar de messen vallen uit het blok en één mes raakt haar buik. Ze is nog niet dood als Alex binnenkomt en hij probeert haar te redden. Een stoel valt op het mes, waardoor het mes zich dieper in haar buik dringt en ze overlijdt. Alex rent daarna het huis uit, dat even later explodeert.

### Het vierde slachtoffer: Billy Hitchcock
Carter, Billy, Alex en Clear zitten in de auto van Carter wanneer hij stopt op een treinspoor en hij zegt dat hij zijn eigen dood in de hand wil hebben. Er komt een trein in de verte aan en Billy, Alex en Clear stappen uit. Ze kunnen Carter overtuigen om de auto terug te starten maar de auto wil niet starten en de deuren gaan niet open. Billy, Alex en Clear raken uit de auto als de trein steeds dichterbij komt. Alex probeert Carter uit de wagen te trekken en op het laatste moment wordt Carter bevrijd. De auto wordt volledig vernield door de voorbijrijdende trein. Omdat Carter niet is gestorven zoals de Dood had gepland, wordt hij overgeslagen en is de volgende op de lijst aan de beurt. Er ligt nog een scherp stuk van de wagen op de rails en dat wordt in de lucht gelanceerd door de trein en vliegt op Billy af. Billy wordt onthoofd ter hoogte van zijn mond en sterft.

### Het laatste slachtoffer in deze film: Carter Horton
Nu is het de beurt aan Clear, maar Alex weet haar te redden. Ze vertrekken alle drie naar Frankrijk en denken dat ze veilig zijn. Maar Alex ontdekt dat hij nog steeds de volgende is en wil naar hun hotel vertrekken. Vlak voordat hij de straat wil oversteken roept Clear Alex en hij stopt. Een bus raast op nog geen centimeter voor Alex voorbij. De bus wijkt uit en raakt een lantaarnpaal, dat dan een uithangbord raakt. Dat raakt los en komt op Alex af. Carter weet Alex nog opzij te duwen en redt hiermee zijn leven. Als Carter terug recht staat, komt het uithangbord zijn richting uit. Vlak voordat hij geraakt wordt, begint de aftiteling van de film.

### Het voorlaatste slachtoffer: Alex Browning
Alex is gestorven tussen Final Destination 1 en 2.
Er zijn niet veel details, maar in de cel van Clear hangt een krantenartikel, waaruit blijkt dat Alex geraakt werd door een baksteen, die losgekomen was. Hij was al een aantal dagen niet uit zijn huis geweest.

### Het laatste slachtoffer: Clear Rivers
Clear overleeft in de eerste film. Maar in Final Destination 2 sterft ze.

### Alternatieve eindes
Voor Final Destination zijn twee compleet verschillende eindverhaallijnen uitgekomen. In de originele plot wordt Alex als hij Clear redt niet geëlektrocuteerd door een stroomdraad en eindigt de film met een slotscène waarbij Clear, Alex en Carter, tevens een door Alex van de dood geredde student, samen op reis gaan naar Parijs.
Echter in de alternatieve plot, die tevens in de bioscopen was te zien en populairder was dan de originele, wordt de romance tussen Clear en Alex verder uitgewerkt en in tegenstelling tot het originele scenario wordt Clear zwanger van Alex. Wanneer de dood voor Clear komt, redt Alex haar maar wordt hij wel geëlektrocuteerd. Zowel Clear als Carter overleven in deze versie. De maker van de film vond dit einde beter omdat in mythes de geboorte van een kind de dood doorbreekt.
Desondanks was de alternatieve plot succesvoller in de bioscopen dan het originele einde. De filmmaker heeft echter laten weten dat hij nog steeds het originele einde boven het alternatieve einde prefereert.

## Rolverdeling
| Acteur               | Personage            | Opmerkingen  |
| -------------------- | -------------------- | ------------ |
| Devon Sawa           | Alex Chance Browning |              |
| Ali Larter           | Clear Rivers         |              |
| Kerr Smith           | Carter Horton        |              |
| Tony Todd            | William Bludworth    | Lijkschouwer |
| Kristen Cloke        | Valerie Lewton       |              |
| Seann William Scott  | Billy Hitchcock      |              |
| Daniel Roebuck       | Weine                | FBI-agent    |
| Roger Guenveur Smith | Schreck              | FBI-agent    |
| Chad Donella         | Tod Waggner          |              |
| Amanda Detmer        | Terry Chaney         |              |
| Brendan Fehr         | George Waggner       |              |
| Forbes Angus         | Larry Murnau         |              |
| Lisa Marie Caruk     | Christa Marsh        |              |
| Christine Chatelain  | Blake Dreyer         |              |
| Barbara Tyson        | Barbara Browning     |              |

## Symbolen
- De terminaltunnel, waar de studenten in het begin van de film door lopen als zij het vliegtuig in willen stappen, kan men vergelijken met de poort naar de hemel die door sommige mensen is beschreven bij een bijna-doodervaring.
- De geboorte van een kind, in de alternatieve eindplot, staat symbool voor het doorbreken van de dood.

## Ontvangst
Final Destination werd uitgebracht op 17 maart 2000 en werd door het publiek relatief slecht ontvangen. Op Rotten Tomatoes heeft de film een score van 35% op basis van 96 beoordelingen. Metacritic komt op een score van 35/100, gebaseerd op 96 beoordelingen. Desondanks werden in de jaren die volgden verschillende vervolgfilms uitgebracht. In 2003 werd de eerste vervolgfilm uitgebracht onder de naam Final Destination 2.